# Paul Boucherot

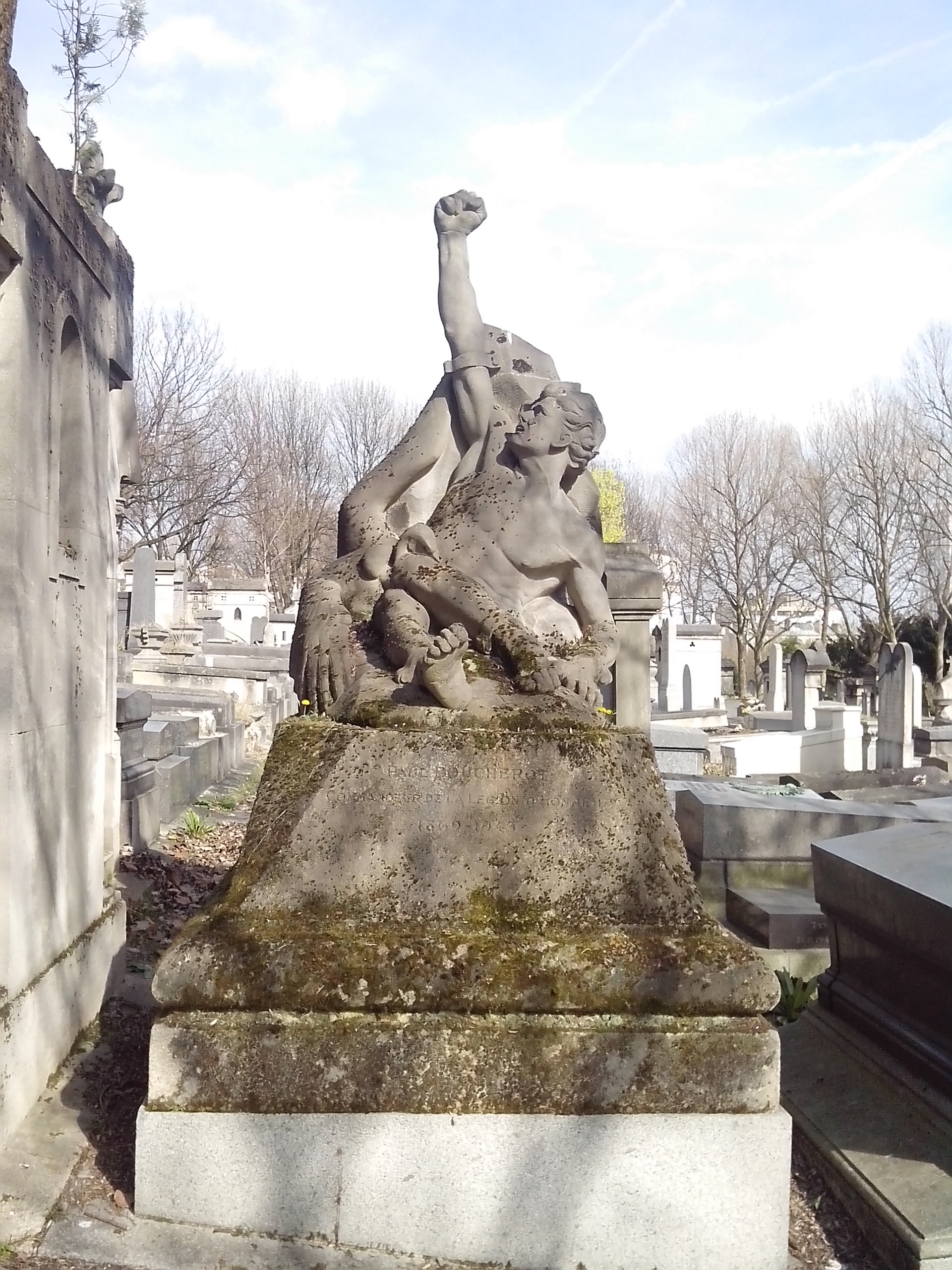
Boucherots Grab auf dem Cimetière du Père-Lachaise in Paris zeigt die Bestrafung des Prometheus dafür, dass er den Menschen das Feuer gebracht hat

Paul Boucherot (* 1869; † 1943) war ein französischer Eisenbahningenieur und Erfinder.

## Leben
Paul Boucherot studierte an der École supérieure de physique et de chimie industrielles de la ville de Paris.
Nachdem Michail Ossipowitsch Doliwo-Dobrowolski im Jahr 1893 den Asynchronmotor erfunden hatte, interessierte er sich ab dem folgenden Jahr für mehrphasige Ströme und entwickelte einen Doppelkäfigläufer. Weitere Arbeiten im Bereich der Elektrotechnik waren Schaltungsstufen in Resonanztransformatoren, auch als Boucherot-Schaltung bezeichnet. Das damit funktionell verwandte Snubber-Glied, welches auch als Boucherot-Glied bezeichnet wird, wird unter anderem zur Funkenlöschung bei Schaltkontakten eingesetzt.
In den Jahren 1912 und 1919 fand unter seinem Vorsitz in Paris die Sitzung der International Electrotechnical Commission statt.
Mit dem Physiker Georges Claude erdachte Paul Boucherot im Jahr 1926 zur Stromerzeugung eine Thermische Maschine, die den Temperaturunterschied von warmen tropischen Oberflächenwasser und dem kalten Wasser in großen Tiefen des Meeres ausnutzt (Claude-Boucherot Process). Es war eine Anwendung des Carnot-Theorems und ein Vorläufer des OTEC-Projekts. Claude errichtete die Anlage auf Kuba.
Paul Boucherot wurde in den Rang eines Commandeur de la Legion d’Honneur erhoben.